# Nobody Safe
Nobody Safe è un mixtape collaborativo dei rapper statunitensi Rich the Kid e YoungBoy Never Broke Again, pubblicato il 20 novembre 2020 dalla EMPIRE.
Il mixtape vanta le collaborazioni di Lil Wayne, Quando Rondo e Rod Wave.

## Tracce
1. Nobody Safe – 2:20
2. No Flash – 2:22
3. You Bad – 2:21
4. Bankroll – 2:47
5. Automatic – 2:36
6. So Sorry – 1:56
7. Sex – 2:07
8. Doors Up – 2:52
9. Woke Up – 2:44
10. Rings On – 3:05
11. Took a Risk (feat. Quando Rondo) – 2:44
12. Body Bag (feat. Lil Wayne) – 2:29
13. Sorry Momma (feat. Rod Wave) – 3:52
14. Brown Hair – 3:10
15. Can't Let the World In – 2:26